# الحاوي (السوم)

تعديل مصدري - تعديل

الحاوي هي إحدى قرى عزلة السوم بمديرية السوم التابعة لمحافظة حضرموت، بلغ تعداد سكانها 44 نسمة حسب تعداد اليمن لعام 2004.